# Пиаченца Калчо
Пиаченца Калчо (на италиански: Piacenza Calcio SpA) е италиански футболен клуб от град Пиаченца, област Емилия-Романя, който се състезава в регионалната дивизия на Емилия-Романя. До 2012 г. Пиаченца се състезава в Серия Б. Клубът е разформиран след обявяване на банкрут на 19 юни 2012 г.

## Постижения
Англо-италианска купа: (1)
- Победител: 1986

Серия Б: (1)
- Победител: 1994-95
- 2-ро място: 2000-01
- 3-то място: 1992-93

## Известни играчи
- Филипо Индзаги
- Алберто Джилардино
- Марко Маркиони
- Антонио Ночерино
- Симоне Пепе
- Флавио Рома
- Джузепе Синьори
- Пиетро Виерховод
- Енцо Мареска
- Сергей Гуренко
- Матусалем
- Амаури
- Аурелиан Патрашку

## Български играчи
- Михаил Иванов: 2012 (наем) - (14 мача - 0 гола)